# Sander Duits
Sander Duits (* 29. August 1983 in Putten) ist ein niederländischer Fußballtrainer und früherer -spieler, der auf der Position des Mittelfeldspielers aktiv war.
Er ist derzeit Trainer von RKC Waalwijk, für die er schon als Spieler aktiv war.